# 貴源治賢士

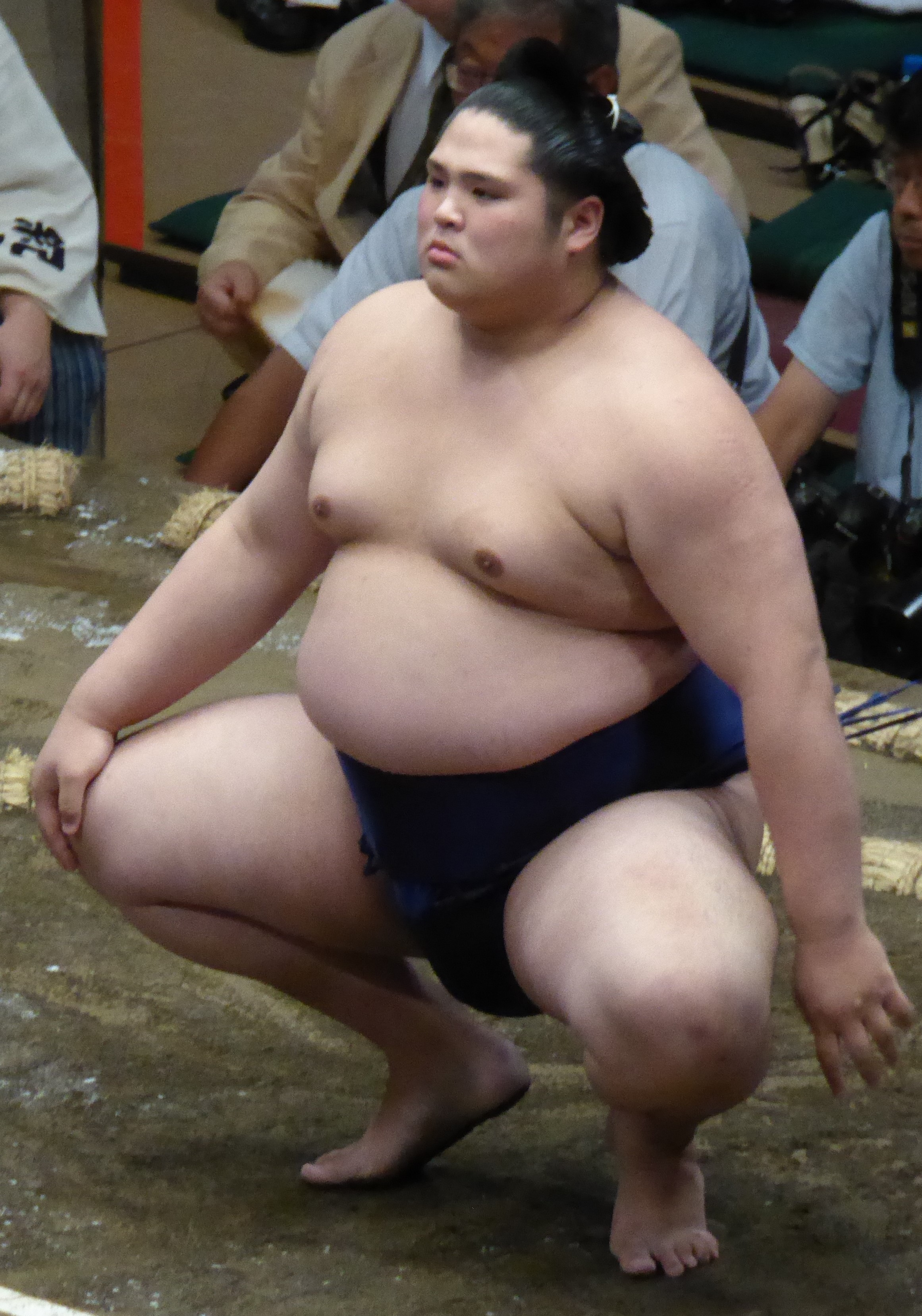

貴源治賢士，（1997年5月13日—），原名上山賢，日本栃木縣小山市出身的前大相撲力士，身高190cm，體重120kg，所屬相撲部屋是貴乃花部屋(引退時是千賀之浦部屋)，最高位置是西前頭10枚目，曾獲十兩優勝一次。
他與另一前力士貴之富士三這是雙胞胎兄弟，初中畢業後受父母勸告學習相撲，他在2013年3月初次比賽，在2017年5月初次晉級十兩，但在7月陷落幕下，11場所再次晉級十兩，在2019年7月場所晉級幕內，但持續兩場所負越，之後降回十兩。在2020年9月陷落幕下，之後再復歸十兩。
日本相撲協會於2021年6月宣佈，貴源治未能通過藥檢的大麻測試。他最初聲稱來自他正在使用的止痛藥的油，後來他承認他在名古屋訓練區的路邊抽過大麻香煙。貴源治被他的部屋親方告知待在家裡，而相撲協會的委員會則在調查。貴源治也在接受東京警視廳的調查。2021年7月30日，相撲協會宣佈貴源治將立即退休，他的親方將被降格。合規委員會指出，貴源治在不到兩年前就被警告他未來的行為，在藥物檢測呈陽性之前，他對自己的大麻使用行為撒謊，並且至少八次吸食大麻。
他後來改為從事綜合格鬥，改名貴賢神進行比賽。